# Lien Khuong internationella flygplats
Lien Khuong internationella flygplats (DLI) är en flygplats i Da Lat, provinsen Lam Dong, Vietnam. Flygplatsen kan tjäna medelstora flygplan som Airbus A321, Boeing 737, och har en kapacitet på 2000 000 passagerare per år. Flygplatsen byggdes ursprungligen av fransmän för militära ändamål.
För närvarande finns det flyg till Ho Chi Minh-staden, Hanoi, Da Nang.